# EXOSC2
EXOSC2 (англ. Exosome component 2) – білок, який кодується однойменним геном, розташованим у людей на короткому плечі 9-ї хромосоми. Довжина поліпептидного ланцюга білка становить 293 амінокислот, а молекулярна маса — 32 789.
| 10         |  | 20         |  | 30         |  | 40         |  | 50         |
| ---------- |  | ---------- |  | ---------- |  | ---------- |  | ---------- |
| MAMEMRLPVA |  | RKPLSERLGR |  | DTKKHLVVPG |  | DTITTDTGFM |  | RGHGTYMGEE |
| KLIASVAGSV |  | ERVNKLICVK |  | ALKTRYIGEV |  | GDIVVGRITE |  | VQQKRWKVET |
| NSRLDSVLLL |  | SSMNLPGGEL |  | RRRSAEDELA |  | MRGFLQEGDL |  | ISAEVQAVFS |
| DGAVSLHTRS |  | LKYGKLGQGV |  | LVQVSPSLVK |  | RQKTHFHDLP |  | CGASVILGNN |
| GFIWIYPTPE |  | HKEEEAGGFI |  | ANLEPVSLAD |  | REVISRLRNC |  | IISLVTQRMM |
| LYDTSILYCY |  | EASLPHQIKD |  | ILKPEIMEEI |  | VMETRQRLLE |  | QEG        |

A: Аланін

C: Цистеїн

D: Аспарагінова кислота

E: Глутамінова кислота

F: Фенілаланін

G: Гліцин

H: Гістидин

I: Ізолейцин

K: Лізин

L: Лейцин

M: Метіонін

N: Аспарагін

P: Пролін

Q: Глутамін

R: Аргінін

S: Серин

T: Треонін

V: Валін

W: Триптофан

Кодований геном білок за функцією належить до фосфопротеїнів. 
Задіяний у таких біологічних процесах, як процесінг рРНК, альтернативний сплайсинг. 
Білок має сайт для зв'язування з РНК. 
Локалізований у цитоплазмі, ядрі, екзосомі.